# 学校法人ひまわり学園 (埼玉県)
学校法人ひまわり学園（ひまわりがくえん）とは、埼玉県で幼稚園を運営する学校法人である。

## 概要
全国で初めて幼児専用の送迎バスを運行。幼児は市内各地からバスで通園する。

### ひまわり幼稚園
ひまわり幼稚園は、1953年4月に開設された。1975年に改築後、現在の園舎は2009年にできたものである。

### 草加ひまわり幼稚園
草加ひまわり幼稚園は、1965年3月に開設された。現在の園舎は2012年にできたものである。

### ひまわり南幼稚園
ひまわり南幼稚園は、1972年7月に開設された。その後、2005年に現在の位置に移転。移転時に、古代の遺跡の発掘調査が行われた（寿町東遺跡）。
旧園舎は、現在2歳児の預かり保育や、親の相談などを行う施設である、子育て支援センター「ピッコリ」が建っている。

### ひまわり東幼稚園
ひまわり東幼稚園は、1974年8月に開設された。2015年に新園舎が完成。3歳児専用の園舎である。

## 沿革
- 1954年3月 - 学校法人ひまわり幼稚園認可
- 1955年9月 - 幼児専用バス運行開始（全国ではじめて）
- 1961年4月 - 園歌「ひまわりの歌」制定
- 1965年3月 - 草加ひまわり幼稚園開設
- 1967年3月 - 日本学校安全優良園となる
- - ひまわり南幼稚園発足
- 同年10月 - 法人名を「ひまわり学園」と改称
- 1972年7月 - ひまわり南幼稚園開設
- 1973年4月 - 完全給食スタート
- 1974年8月 - ひまわり東幼稚園開設
- 1987年10月 - ひまわりネットワーク開始
- 1995年9月 - ベルサロネット（預かり保育）スタート
- 1997年4月 - インターネットホームページ開設
- 2001年6月 - 全保育室にエアコン設置
- 2002年6月 - ひまわりピッコリ・ランド（専用グランド・サッカー場）オープン

## クラブ活動
- ひまわりキッズ - 日本初の幼児による合唱団。
- ひまわりスポーツクラブ - 週2回、合気道とサッカーの練習を行う。
- ひまわりバトンクラブ

## 教育目標
・規則正しい生活を送る（よく寝て　よく食べ　よく遊ぶ子）
・意欲と思いやりの気持ちを育む（生き生きとしたやさしい子）
・話をしっかり聞く環境を整える（お話や絵本の好きな心豊かな子）

## 交通
- （ひまわり）西武新宿線本川越駅より徒歩15分
- （東）本川越駅より徒歩20分
- （南・ピッコリ）東武東上線・JR川越線川越駅より徒歩20分
- （草加）東武伊勢崎線（東武スカイツリーライン）獨協大学前駅より徒歩8分